# Thysanopyga divisaria
Thysanopyga divisaria är en fjärilsart som beskrevs av Walker 1861. Thysanopyga divisaria ingår i släktet Thysanopyga och familjen mätare. Inga underarter finns listade i Catalogue of Life.